# コンスタンス・ガーネット
コンスタンス・ガーネット（Constance Clara Garnett, 1861年12月19日 - 1946年12月17日）は、イギリスの翻訳家。ガーネット夫人、ガーネット女史ともいう。19世紀ロシア文学が専門で、その翻訳は英語圏で長年読み継がれてきた。

## 人物
ブライトン生まれ。8人兄弟の6番目。父のデイヴィッド・ブラック (1817年 – 1892年) は弁護士で、町役場書記官や検視官を務めた。母はクララ・マリア・パッテン (1825年 – 1875年)。兄は数学者のアーサー・ブラック (en)。1873年に父は麻痺を起こし、その介護をしている最中に母は心筋梗塞で死亡した。
政府奨学金を受けながらケンブリッジ大学でラテン語とギリシア語を修めるとともに、ロシア人亡命者などを通じてロシア語も学んだ。一時期、学校教師として働いた。
1889年に作家のエドワード・ガーネットと結婚、一人息子デイヴィッド・ガーネットを儲けた。
1893年頃モスクワやサンクトペテルブルク、ヤースナヤ・ポリャーナを訪問、トルストイとの出会いを機にロシア文学を翻訳し始めた。トルストイ、ゴーゴリ、ゴンチャロフ、ドストエフスキー、プーシキン、トゥルゲーネフ、オストロフスキー、チェーホフなど錚々たる作家の作品71篇を訳した。初期訳業の改訂などは、アナキストのセルゲイ・クラフチンスキー (en) の協力を得てなされた。
1920年代後半には老化し、白髪、半盲になる。1934年には翻訳から手を引き、1937年に夫が死ぬと隠者のごとき暮らしに入った。心臓が思わしくなく、息切れもあり、晩年は松葉杖なしでは歩けなかった。

## 訳業
ロシア文学を英語圏に広く紹介する役割を果たした。ジョゼフ・コンラッドやデーヴィッド・ハーバート・ローレンスから名訳と絶賛され、今日なお増刷を重ねる。多くはパブリックドメインである。
しかし、ウラジーミル・ナボコフやヨシフ・ブロツキーからは、読みやすいがあまりに意訳に過ぎるなどと批判された。実際に、原文に不明な単語や成句があれば訳文で省略されたという。